# Walmundsö
Walmundsö är lämningar efter en förhistorisk boplats och ett gravfält från yngre järnåldern på Södra Djurgården i Stockholm.

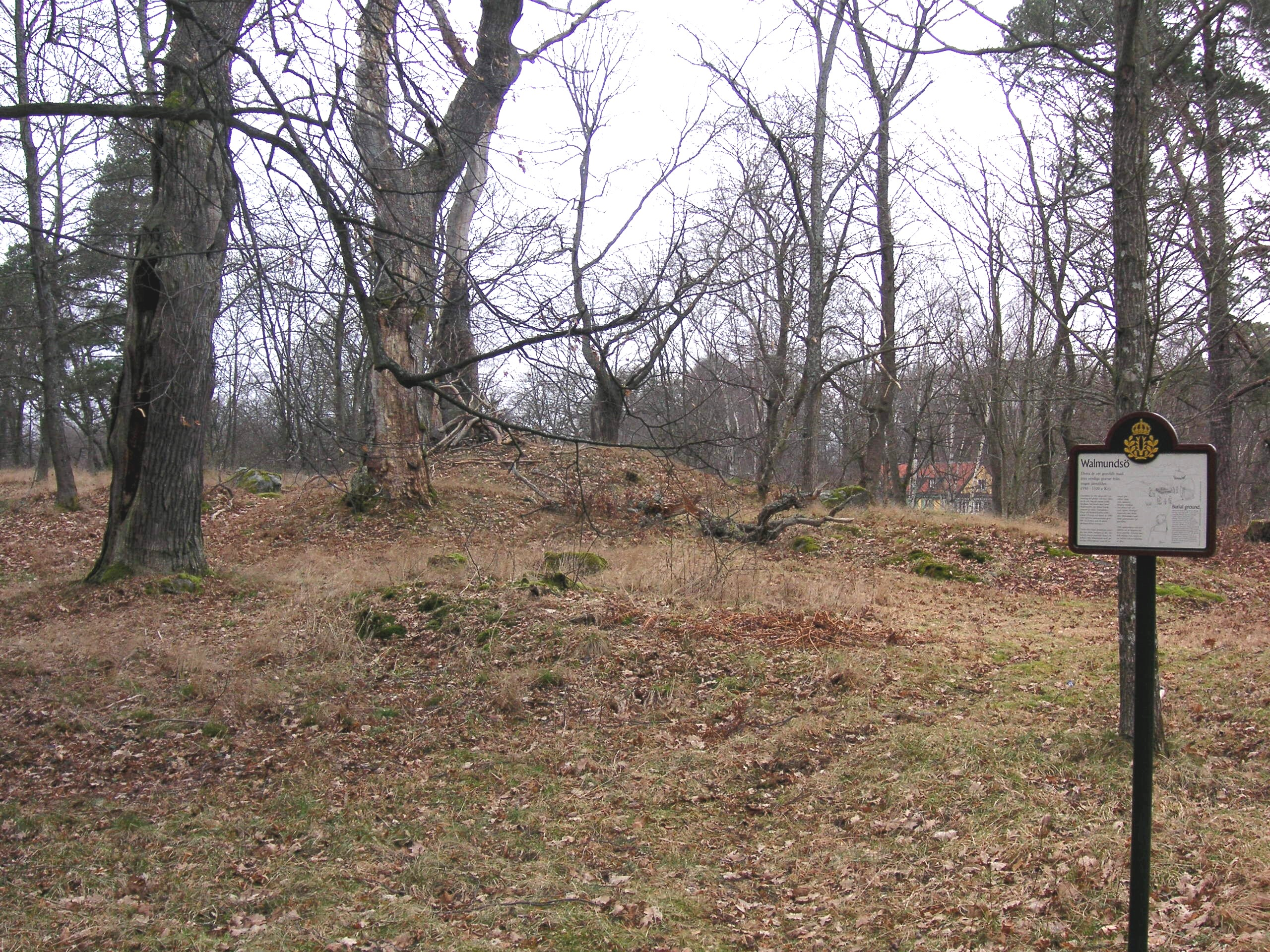
Walmundsöns gravfält i februari 2008

Walmundsö är Djurgårdens ursprungliga namn, en senare beteckning var Waldemarsön eller Valdemarsön. Waldemarsudde påminner idag om denna namnhistoria. Valmundsön ägdes 1352 av Clara kloster och blev på 1440-talet kunglig jaktmark (se Kungliga Djurgården).
Troligen var "Walmundsö" namnet på den järnåldersgård som fanns på en höjd ovanför vattnet på Södra Djurgårdens norra sida, strax intill nuvarande Rosendalsvägen. Ett gravfält bestående av åtta synliga fornlämningar från yngre järnåldern (550-1100 e.Kr.) indikerar att här funnits en vikingatida gård eftersom förhistoriska gravfält ofta var placerade intill deras respektive gårdar och byar. Walmundsöns fornlämningar består av tre gravhögar och fem runda stensättningar. 
Under järnåldern, före kristnandet, brändes i regel den avlidne på ett av ris hopsamlat bål. De brända benen lades sen ner i ett lerkärl tillsammans med några personliga föremål och begravdes i gårdens ättehage. En av högarna på gravfältet som undersöktes 1930 innehöll brända benknotor, rester av ett lerkärl och en bälthake av järn.